# Sylvia Bambala Chalikosa
Sylvia Bambala Chalikosa (* 29. März 1964) ist eine sambische Politikerin der Patriotic Front (PF).

## Leben
Sylvia Bambala Chalikosa war nach einer Ausbildung als Buchhalterin bei der SawPower Company Limited tätig. Sie wurde bei der Wahl am 11. August 2016 als Kandidatin der Patriotic Front (PF) erstmals zum Mitglied der Nationalversammlung Sambias gewählt und vertritt den Wahlkreis Mpika Central. Nachdem sie Mitglied des Ausschusses für nationale Sicherheit und auswärtige Angelegenheiten der Nationalversammlung war, wurde sie bereits im Oktober 2016 von Präsident Edgar Lungu in dessen Kabinett berufen und übernahm den Posten als Ministerin im Amt der Vizepräsidentin Inonge Wina.